# Aero Club Orán
El Aeroclub Orán (IATA: ORA - OACI: SASO) es un aeropuerto y aeroclub argentino que da servicio a la ciudad de San Ramón de la Nueva Orán, Salta. Recibe vuelos privados, sanitarios, gubernamentales y algunos de la aerolínea Andes. También funciona aquí una escuela de pilotos.

## Aerolíneas y destinos
- Andes Líneas Aéreas
  - Salta (Aeropuerto Internacional de Salta Martín Miguel de Güemes)

### Aerolíneas y destinos que cesaron operaciones
- Seal Líneas Aéreas
  - Salta (Aeropuerto Internacional de Salta Martín Miguel de Güemes)
  - Tartagal (Aeropuerto de Tartagal)
- Alta Líneas Aéreas[4]
  - Salta (Aeropuerto Internacional de Salta Martín Miguel de Güemes)
  - Tartagal (Aeropuerto de Tartagal)